# Giro d’Italia 1956
Der 39. Giro d’Italia wurde in 23 Abschnitten und 3523,5 Kilometern vom 19. Mai bis zum 10. Juni 1956 ausgetragen und vom Luxemburger Charly Gaul gewonnen. Von den 105 gestarteten Fahrern erreichten 43 das Ziel in Mailand.
Gaul legte den Grundstein für seinen Sieg auf der 21. Etappe. Auf dieser waren bei Schnee und Kälte vier Pässe zu bewältigen. Der Luxemburger gewann mit mehr als acht Minuten Vorsprung. Zu Beginn der Etappe noch 24. des Gesamtklassements, fuhr er auf diesem Abschnitt ins Maglia Rosa. Der bisherige Führende Pasquale Fornara musste wegen Beinahe-Erfrierungen das Rennen aufgeben.

## Verlauf
| Etappe | von                  | nach                 | km        | Gewinner           | Maglia Rosa         |
| ------ | -------------------- | -------------------- | --------- | ------------------ | ------------------- |
| 1      | Mailand              | Alessandria          | 210       | Pierino Baffi      | Pierino Baffi       |
| 2      | Alessandria          | Genua                | 96        | Alessandro Fantini | Pierino Baffi       |
| 3      | Lido d’Albaro        | Lido d’Albaro        | 12 (MZF)  | Leo-Chlorodont     | Vincenzo Zucconelli |
| 4      | Genua                | Salice Terme         | 152       | Alessandro Fantini | Alessandro Fantini  |
| 5      | Voghera              | Mantua               | 198       | Miguel Poblet      | Alessandro Fantini  |
| 6      | Mantua               | Rimini               | 228       | Giuseppe Minardi   | Alessandro Fantini  |
| 7      | San Marino (SMR)     | San Marino (SMR)     | 12 (EZF)  | Jan Nolten         | Alessandro Fantini  |
| 8      | Rimini               | Pescara              | 245       | Arrigo Padovan     | Alessandro Fantini  |
| 9      | Pescara              | Campobasso           | 205       | Charly Gaul        | Alessandro Fantini  |
| 10     | Campobasso           | Salerno              | 156       | Miguel Poblet      | Alessandro Fantini  |
| 11     | Salerno              | Frascati             |           | Annulliert         | Alessandro Fantini  |
| 12     | Rom                  | Grosseto             | 198       | Bruno Tognaccini   | Alessandro Fantini  |
| 13     | Grosseto             | Livorno              | 230       | Pietro Nascimbene  | Alessandro Fantini  |
| 14     | Livorno              | Lucca                | 54 (EZF)  | Pasquale Fornara   | Pasquale Fornara    |
| 15     | Lucca                | Bologna              | 168       | Michel Stolker     | Pasquale Fornara    |
| 16     | Bologna              | Madonna di San Luca  | 2,5 (EZF) | Charly Gaul        | Pasquale Fornara    |
| 17     | Bologna              | Rapallo              | 271       | Miguel Poblet      | Pasquale Fornara    |
| 18     | Rapallo              | Lecco                | 278       | Giorgio Albani     | Pasquale Fornara    |
| 19     | Lecco                | Sondrio              | 98        | Miguel Poblet      | Pasquale Fornara    |
| 20     | Sondrio              | Meran                | 163       | Cleto Maule        | Pasquale Fornara    |
| 21     | Meran                | Monte Bondone        | 242       | Charly Gaul        | Charly Gaul         |
| 22     | Trient               | San Pellegrino Terme | 191       | Giorgio Albani     | Charly Gaul         |
| 23     | San Pellegrino Terme | Mailand              | 113       | Donato Piazza      | Charly Gaul         |

## Gesamtwertung
| Sieger      | Charly Gaul          | 101:39:49 h |
| Zweiter     | Fiorenzo Magni       | + 3:27 min  |
| Dritter     | Agostino Coletto     | + 6:53 min  |
| Vierter     | Cleto Maule          | + 7:25 min  |
| Fünfter     | Aldo Moser           | + 7:30 min  |
| Sechster    | Alessandro Fantini   | + 8:46 min  |
| Siebter     | Jean Brankart        | + 9:21 min  |
| Achter      | Bruno Monti          | + 10:54 min |
| Neunter     | Waldemaro Bortolozzi | + 18:14 min |
| Zehnter     | Hilaire Couvreur     | + 18:41 min |
| Bergwertung | Charly Gaul          |             |
| Erster      | Federico Bahamontes  |             |
| Erster      | Aurelio Del Rio      |             |
| Teamwertung | Atala                |             |